# Diocèse des Bouches-du-Rhône
Cet article court présente un sujet plus développé dans : Archidiocèse d'Aix-en-Provence et Archidiocèse de Marseille.
Le diocèse des Bouches-du-Rhône ou, en forme longue, le diocèse du département des Bouches-du-Rhône est un ancien diocèse de l'Église constitutionnelle en France.
Créé par la constitution civile du clergé de 1790, il est supprimé à la suite du concordat de 1801. Il couvrait le département des Bouches-du-Rhône. Le siège épiscopal était Aix-en-Provence.